# Fenêtre de sorcière

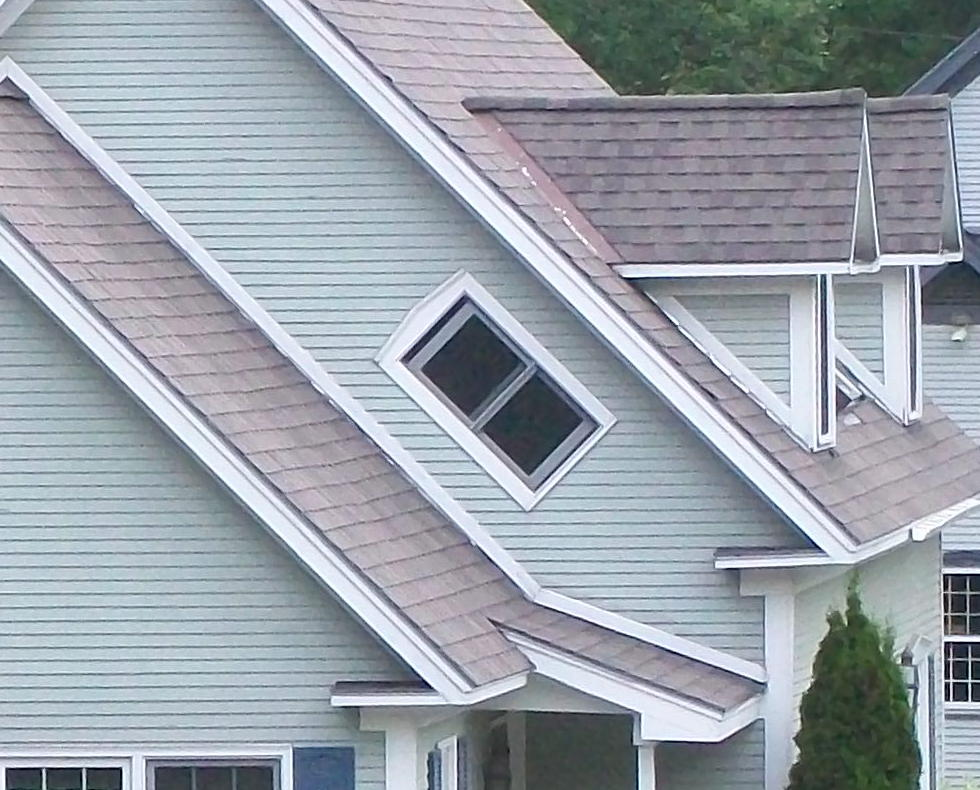
Une fenêtre de sorcière, ou fenêtre du Vermont.

Dans l'architecture vernaculaire américaine, une fenêtre de sorcière (en anglais : witch window, aussi connue sous le nom de fenêtre du Vermont, entre autres) est une fenêtre (généralement une fenêtre à double guillotine, parfois une fenêtre à la française à un seul côté) placée dans le mur pignon d'une maison et tournée d'environ 1/8 de tour (45 degrés) par rapport à la verticale, ce qui la place en diagonale, avec son bord long parallèle à la pente du toit,. Cette technique permet d'installer une fenêtre de taille normale dans l'espace long et étroit entre deux lignes de toit adjacentes.
Les fenêtres de sorcière se trouvent presque exclusivement dans l'État américain du Vermont, généralement dans les parties centre et nord de l'État. Elles ont été principalement installées dans les corps de ferme à partir du XIXe siècle et sont moins fréquentes dans les constructions neuves.

## Étymologie
Le nom « fenêtre de sorcière » semble provenir d'une croyance populaire selon laquelle les sorcières ne peuvent pas faire voler leurs balais à travers les fenêtres inclinées, bien qu'il semble peu probable que cette histoire ait jamais été prise au sérieux,,,. Ces fenêtres sont également appelées « fenêtres de cercueil » (coffin windows) ; on ne sait pas si certaines ont vraiment été utilisées pour descendre un cercueil d'un étage (en évitant un escalier étroit), ou si leur position étrange sur le mur rappelait un cercueil,. L'une ou l'autre explication semble farfelue,. Ces fenêtres sont également connues sous le nom de « fenêtres du Vermont » pour leur distribution et de « fenêtres latérales » ou « fenêtres paresseuses » pour leur orientation.

## Construction

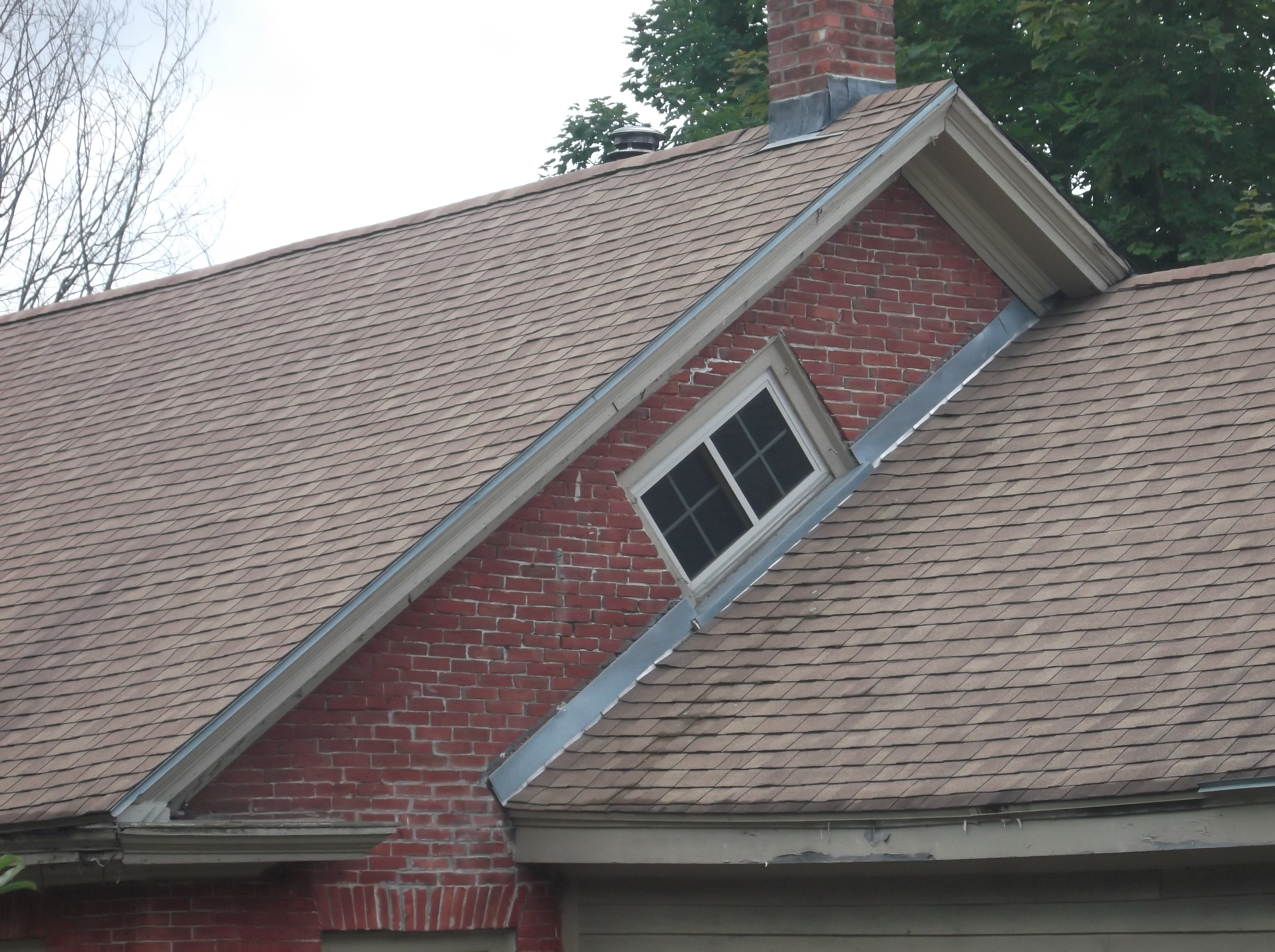
Un exemple très inhabituel de fenêtre diagonale dans un mur de briques.

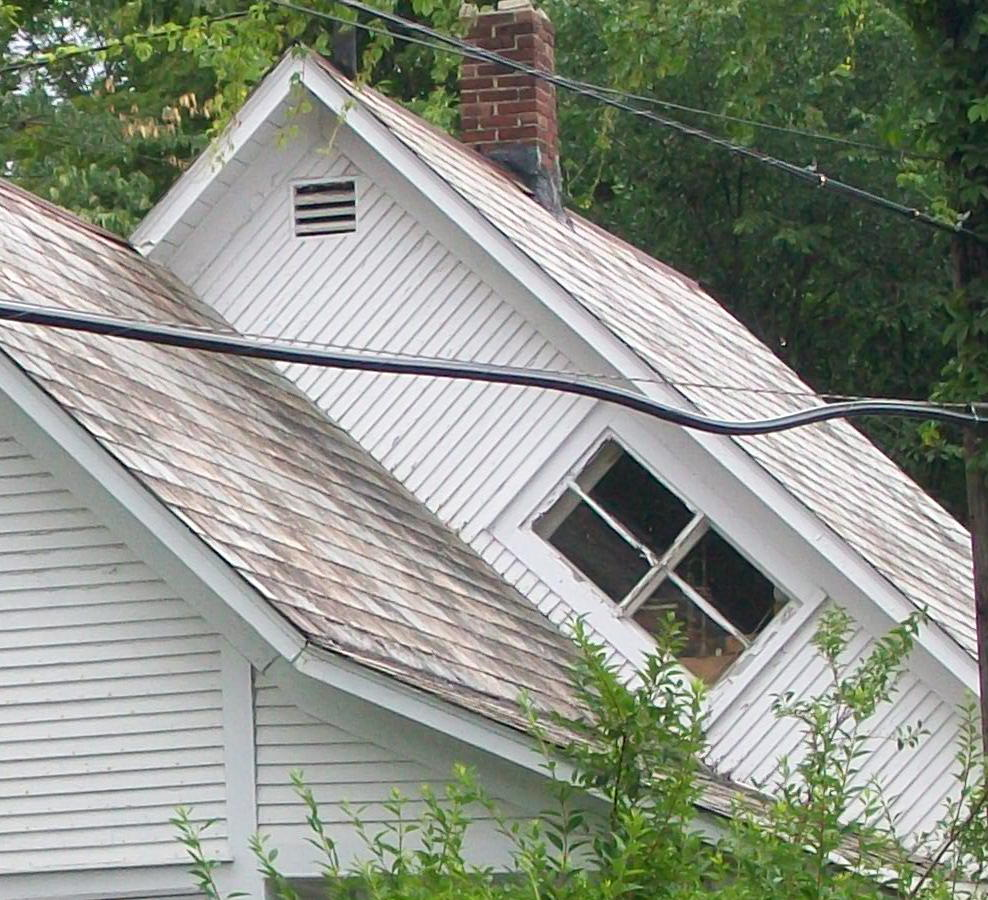
Sur cette maison, les planches à clin sont fixées en biais pour correspondre à l'orientation de la fenêtre.

Les lucarnes sont inhabituelles dans le Vermont, en particulier dans les constructions les plus anciennes ; les fenêtres sont principalement placées dans les murs. Lorsqu'une maison est agrandie, par exemple par une cuisine ou une remise attenante, il peut ne rester que très peu d'espace mural disponible dans le pignon pour y placer une fenêtre, qui peut être la seule fenêtre possible pour la pièce de l'étage supérieur (s'il n'y a pas de lucarne — l'ajout d'une lucarne sur un toit existant est problématique, car il implique de perforer l'enveloppe du toit).
La solution consiste à faire pivoter la fenêtre jusqu'à ce que son bord long soit parallèle à la ligne de toit voisine, ce qui maximise l'espace disponible : non seulement la surface de la fenêtre (et donc la lumière et la ventilation) est maximisée, mais on évite la construction ou l'achat d'une fenêtre sur mesure,.
Une autre explication de l'orientation de la fenêtre est que placer au moins un coin de la fenêtre aussi haut que possible par rapport à la maison permet à l'air chaud (qui monte vers le haut de la pièce) de s'échapper durant les après-midi d'été. Cependant, ce raisonnement semble suspect, car le Vermont n'est pas aussi chaud que d'autres régions où ces fenêtres ne sont pas omniprésentes. Si l'évacuation de la chaleur était vraiment l'objectif, des fenêtres diagonales pourraient aussi être placées dans d'autres murs.
L'orientation inclinée de la fenêtre peut compliquer la mise en place du revêtement (comme les planches à clin) sur le mur où se trouve la fenêtre, car si le revêtement est horizontal, il rencontrera le cadre de la fenêtre à un angle aigu, compliquant à la fois la coupe du bardage et l'étanchéité du joint ossature-bardage. Une solution consiste à orienter l'ensemble du parement du mur de manière qu'il soit parallèle au cadre de la fenêtre.

## Dans la culture populaire
- On a Vermont Witch's Window Trail est un beau-livre de 2013 sur les fenêtres de sorcières et leur utilisation dans l'architecture du Vermont. Il est décrit comme « [un] guide illustré d'une caractéristique unique et amusante de l'architecture du Vermont[12] ».
- La brasserie Weird Window Brewing, basée à South Burlington, dans le Vermont, a été nommée d'après les fenêtres de sorcière. Une de celles-ci figure sur son logo[13]